# Paolo Prodi
Paolo Prodi (Scandiano, 3 ottobre 1932 – Bologna, 16 dicembre 2016) è stato uno storico e politico italiano.

## Biografia
Nato il 3 ottobre 1932 a Scandiano, in provincia di Reggio Emilia, uno dei nove figli dell'ingegnere Mario e della maestra elementare Enrichetta, Paolo Prodi era fratello del politico, dirigente ed economista Romano Prodi, del professore e politico Vittorio Prodi, del fisico Franco Prodi, dell'oncologo Giorgio Prodi e del matematico Giovanni Prodi.
Nel 1945, a 13 anni, vide uccidere il suo parroco, accusato dai partigiani di cooperazionismo con i tedeschi.
Si è laureato in scienze politiche presso l'Università Cattolica del Sacro Cuore di Milano, dopo essersi aggiudicato una borsa di studio presso il Collegio Augustinianum, per poi perfezionare gli studi presso l'Università di Bonn, da allievo di Hubert Jedin, di cui ha proseguito l'opera di approfondimento sul Concilio di Trento.
Ha insegnato storia moderna presso l'Università di Trento (di cui è stato rettore dal 1972 al 1978, nonché preside della facoltà di lettere dal 1985 al 1988), l'Università di Roma e l'Università di Bologna (della cui Facoltà di Magistero è stato preside dal 1969 al 1972). È stato anche Presidente della Giunta Storica Nazionale (già Giunta Centrale per gli Studi Storici), membro dell'Accademia Austriaca delle Scienze e dell'Accademia Nazionale dei Lincei.
È stato tra i fondatori dell'Associazione di cultura e politica "Il Mulino" (fondata nel 1965), con cui ha pubblicato diverse opere illustri quali: Giuseppe Dossetti e le Officine bolognesi, Il sacramento del potere. Il giuramento politico nella storia costituzionale dell’Occidente, Il Sovrano Pontefice. Un corpo e due anime, Il tramonto della rivoluzione, Settimo non rubare, Storia moderna o genesi della modernità?, Una storia della giustizia.
Ritenuto uno dei massimi esperti in storia del diritto e della Chiesa, nel 1973 ha fondato, insieme al suo maestro, l'Istituto storico italo-germanico di Trento, istituto che ha diretto per più di due decenni. Nel 2007 è stato insignito del premio Alexander von Humboldt.
Alle elezioni politiche del 1992 è stato candidato per il movimento politico La Rete di Leoluca Orlando; ha in seguito abbandonato tale movimento, in dissenso con la presa di posizione di Orlando a favore del "No" nel referendum elettorale del 1993.
È morto il 16 dicembre 2016 a 84 anni.
Gli è stato intitolato il palazzo del dipartimento di lettere e filosofia dell'Università di Trento. La famiglia ha donato il suo archivio all'ateneo.

## Vita privata
È stato lungamente sposato alla moglie Adelaide, che gli è stata accanto fino al resto dei suoi giorni, e padre di quattro figli: Giovanni, Marta, Gabriele e Mario, che vivevano a Bologna.

## Opere principali
- Il Cardinale Gabriele Paleotti (1522-1597), 2 voll., Roma, Edizioni di Storia e Letteratura, 1959-1967.
- Conciliorum Oecomenicorum Decreta, a cura di e con G. Alberigo, P.P. Joannou, C. Leonardi, Friburgo in Brisgovia, Verlag Herder, 1962.
- The Structure and Organization of the Church in Renaissance Venice. Suggestions for Research, in Renaissance Venice, ed. J. Hale, London, Faber and Faber, 1973, pp. 409–430.
- Il Concilio di Trento come crocevia della politica europea, a cura di e con Hubert Jedin, Bologna, Il Mulino, 1979.
- Il Sovrano Pontefice. Un corpo e due anime: la monarchia papale nella prima età moderna, Bologna, Il Mulino, 1982.
- Strutture ecclesiastiche in Italia e in Germania prima della Riforma, a cura di e con Peter Johanek, Bologna, Il Mulino, 1984. ISBN 88-15-00616-8.
- Il sacramento del potere. Il giuramento politico nella storia costituzionale dell'Occidente, Bologna, Il Mulino, 1992. ISBN 88-15-03444-7.
- Storia di Venezia, VI, Dal Rinascimento al barocco, a cura di e con Gaetano Cozzi, Roma, Istituto della Enciclopedia italiana, 1994.
- Disciplina dell'anima, disciplina del corpo e disciplina della società tra Medioevo ed età moderna, a cura di, con la collaborazione di Carla Penuti, Bologna, Il Mulino, 1994. ISBN 88-15-04805-7.
- Il Concilio di Trento e il moderno, a cura di e con Wolfgang Reinhard, Bologna, Il Mulino, 1996. ISBN 88-15-05700-5.
- Storia della Chiesa di Bologna, a cura di e con Lorenzo Paolini, 2 voll., Bergamo, Bolis, 1997.
- Introduzione allo studio della storia moderna, con la collaborazione di Giancarlo Angelozzi e Carla Penuti, Bologna, Il Mulino, 1999. ISBN 88-15-07091-5.
- Una storia della giustizia. Dal pluralismo dei fori al moderno dualismo tra coscienza e diritto, Bologna, Il Mulino, 2000. ISBN 88-15-07349-3.
- La storia moderna, Bologna, Il Mulino, 2005. ISBN 88-15-10676-6.
- Lessico per un'Italia civile, a cura di Piero Venturelli, Reggio Emilia, Diabasis, 2007. ISBN 978-88-8103-571-7.
- Settimo Non rubare. Furto e mercato nella storia dell'Occidente, Bologna, Il Mulino, 2009. ISBN 978-88-15-13074-7.
- Il paradigma tridentino. Un'epoca della storia della Chiesa, Brescia, Morcelliana, 2010. ISBN 978-88-372-2462-2.
- Storia moderna o genesi della modernità?, Bologna, Il Mulino, 2012. ISBN 978-88-15-23832-0.
- Cristianesimo e potere, Bologna, Il Mulino, 2012. ISBN 978-88-15-24053-8.
- Profezia vs utopia, Bologna, Il Mulino, 2013. ISBN 978-88-15-24494-9.
- Università dentro e fuori, Bologna, Il Mulino, 2013. ISBN 978-88-15-24733-9.
- Arte e pietà nella Chiesa tridentina, Bologna, Il Mulino, 2014. ISBN 978-88-15-25110-7.
- Il tramonto della rivoluzione, Bologna, Il Mulino, 2015. ISBN 978-88-15-25727-7.
- Homo europaeus, Bologna, Il Mulino, 2015. ISBN 978-88-15-25872-4.
- Giuseppe Dossetti e le Officine bolognesi, Bologna, Il Mulino, 2016. ISBN 978-88-15-26352-0.
- Occidente senza utopie, con Massimo Cacciari, Bologna, Il Mulino, 2016. ISBN 978-88-15-26513-5.

## Altri riconoscimenti
- 2000: vince il Premio Nazionale Letterario Pisa per la Saggistica;[16]